# Bogdan (Name)
Bogdan ist ein männlicher Vorname slawischer Herkunft und Familienname.

## Herkunft und Bedeutung
Der Name bedeutet etymologisch ‚Geschenk Gottes, gottgegeben‘, (Kyrillisch: Богдан) mit Bog – Gott und dan – Geschenk, und ist damit ein typisches Theophor, ein Name religiöser Provenienz, wie die gleichbedeutenden Namen Theodor und Dorothea, Matthias/Matthäus, Jonathan, Nathan(iel), Donatella, Isidor, Deodatus und viele andere mehr.
Auch dem Namen der Stadt Bagdad liegt diese Etymologie zugrunde.

## Varianten
- Bohdan
- Bogudan
- Božidar
- Dane

## Namensträger

### Vorname
- Bogdan Aurescu (* 1973), rumänischer Diplomat und Politiker
- Bogdan Bogdanović (1922–2010), serbischer Architekt, Stadttheoretiker und Essayist
- Bogdan Bogdanović (Basketballspieler) (* 1992), serbischer Basketballspieler
- Bohdan Butko (* 1991), ukrainischer Fußballspieler
- Bohdan Chmelnyzkyj (1595–1657), Gründer des ersten Kosakenstaates
- Bogdan Denitch (1929–2016), US-amerikanischer Soziologe
- Bogdan von Hutten-Czapski (1851–1937), preußischer Politiker
- Bogdan Lobonț (* 1978), rumänischer Fußballspieler
- Bogdan Leopold Mandić (1886-1942) ist der zweite Kroate, der heiliggesprochen wurde.
- Bogdan Musiał (* 1960), deutscher Historiker
- Bogdan Musiol (* 1957), deutscher Bobsportler
- Bohdan Osadczuk (1920–2011), ukrainischer Journalist und Autor
- Bohdan Paczyński (1940–2007), polnischer Astronom und Astrophysiker
- Bogdan Radivojević (* 1993), serbischer Handballspieler
- Bogdan Radosavljević (* 1993), deutscher Basketballspieler
- Bogdan Roščić (* 1964), österreichischer Musikmanager und Direktor der Wiener Staatsoper
- Bohdan Schust (* 1986), ukrainischer Fußballspieler
- Bohdan Stupka (1941–2012), ukrainischer Schauspieler
- Bogdan Suchowiak (1905–1991), polnischer Schriftsteller und KZ-Überlebender
- Bogdan Wenta (* 1961), polnischer Handballspieler und -trainer
- Bogdan Žižić (* 1934), jugoslawischer bzw. kroatischer Filmregisseur und Drehbuchautor
- Bogdan Zwijacz (* 1962), polnischer Skispringer

### Einname
- Bogdan I., 1359–1365 Woiwode der Moldau
- Bogdan II., 1449–1451 Woiwode der Moldau
- Bogdan III. cel Orb, 1504–1517 Woiwode der Moldau
- Bogdan IV., 1568–1572 Woiwode der Moldau

### Familienname
- Ana Bogdan (* 1992), rumänische Tennisspielerin
- Christian Bogdan (* 1960), Mediziner und Mikrobiologe
- Coloman Braun-Bogdan (1905–1983), rumänischer Fußballspieler und -trainer
- Constantin Bogdan (* 1993), moldauischer Fußballspieler
- Doreen Bogdan-Martin (* 1966), US-amerikanische Telekommunikationsexpertin
- Elena Bogdan (* 1992), rumänische Tennisspielerin
- Franko Bogdan (* 1965), kroatischer Fußballspieler
- Henrik Bogdan (* 1972), schwedischer Religionshistoriker
- Ioan Bogdan (* 1956), rumänischer Fußballspieler
- Ion Bogdan (1915–1992), rumänischer Fußballspieler
- Jure Bogdan (* 1955), kroatischer Geistlicher, katholischer Militärbischof
- Isabel Bogdan (* 1968), deutsche Literaturübersetzerin, Schriftstellerin und Bloggerin
- Iwan Gawrilowitsch Bogdan (1928–2020), sowjetischer Ringer
- Petar Bogdan (1601–1674), katholischer Bischof, Historiker und Schlüsselfigur der bulgarischen Befreiungsbewegung
- Pjetër Bogdani (1630–1689), Hauptpriester Albaniens
- Radu Ioan Bogdan (* 1923), rumänischer Politiker (PCR), Hochschullehrer und Diplomat
- Rareș Bogdan (* 1974), rumänischer Politiker
- Srećko Bogdan (* 1957), kroatischer Fußballspieler und -trainer
- Volker Bogdan (1939–2021), deutscher Schauspieler und Synchronsprecher
- Zvonimir „Zvonko“ Bogdan (* 1942), serbischer Komponist und Sänger